# Carbacol
El carbacol, también llamado carbamilcolina es un agonista colinérgico del tipo éster de colina que actúa uniéndose y activando receptores de acetilcolina del sistema nervioso parasimpático. Se usa principalmente en oftalmología para el tratamiento de la glaucoma o durante las operaciones quirúrgicas.

## Farmacología
El carbacol es un ester de colina y un compuesto cuaternario de amonio cargado positivamente. No se absorbe bien en el tracto gastrointestinal ni puede cruzar la barrera hematoencefálica. Por lo general se administra por vía tópica ocular o por medio de una inyección intraocular. El carbacol no es metabolizado por la enzima colinesterasa, sus efectos en el organismo duran entre 4 y 6 horas administrado tópicamente y unas 24 horas si se administra por vía intraocular. Debido a que el carbacol se absorbe mal por vía tópica, por lo general se mezcla con cloruro de benzalconio (benzal) para promover su absorción. En la mayoría de los países, el carbacol se obtiene solo con receta médica.

## Usos clínicos
El carbacol es un parasimpaticomimético que estimula tanto a los receptores muscarínicos como a los nicotínicos. En la administración ocular tópica e intraocular, sus principales efectos son la miosis y un aumento en el flujo del humor acuoso. 
Se sabe bien que, en gatos y ratas, el carbacol induce sueño del tipo movimiento ocular rápido (REM) cuando se inyecta en el puente troncoencefálico. El carbacol produce este tipo de sueño por medio de la activación de los receptores muscarínicos colinérgicos post-sinápticos.

### Oftalmología
Los colirios de carbacol se usan para disminuir la presión intraocular en pacientes con glaucoma. Es también usado en algunas operaciones oftalmológicas, como para glaucoma, para contraer la pupila durante la operación. 
La administración tópica es usada para disminuir la presión intraocular en pacientes con glaucoma primario de ángulo abierto (en desuso). La administración intraocular se usa para causar miosis después del implante del lente ocular durante una operación para cataratas. El carbacol puede ser también usado para estimular el vaciamiento de la vejiga solo si el mecanismo regular de la micción está alterado.

## Contraindicaciones
El uso del carbacol, así como el de los demás agonistas muscarínicos, está contraindicado en pacientes con asma, insuficiencia coronaria, úlceras pépticas e incontinencia urinaria. La acción parasimpaticomimética de este fármaco exacerbará los síntomas de estos trastornos.